# Округ Роџер Милс (Оклахома)
Роџер Милс (енгл. Roger Mills County) је округ у америчкој савезној држави Оклахома.

## Демографија
По попису из 2010. године број становника је 3.647, што је 211 (6,1%) становника више него 2000. године.
| Група             | 2000.         | 2010.         |
| Белци             | 3.100 (90,2%) | 3.184 (87,3%) |
| Афроамериканци    | 10 (0,3%)     | 13 (0,4%)     |
| Азијати           | 3 (0,1%)      | 11 (0,3%)     |
| Хиспаноамериканци | 91 (2,6%)     | 165 (4,5%)    |
| Укупно            | 3.436         | 3.647         |